# Iglesia de San Leucio
La iglesia de San Leucio es una pequeña iglesia en el centro histórico de Lecce ubicada en el centro de lo que alguna vez fue el barrio del mismo nombre.

## Historia y descripción
El pequeño edificio es en realidad una capilla noble, cuya construcción original se realizó por voluntad del abad Bartolomeo Cafaro entre los siglos XI y XII. Parece ser una de las primeras iglesias construidas en la ciudad de Lecce. El aspecto actual del edificio se remonta a los últimos años del siglo XIX. La iglesia ha sido objeto de numerosas restauraciones a lo largo de los siglos, la última de las cuales permitió sacar a la luz un valioso fresco del siglo XV que representa al santo bendito.